# 普拉斯托站
普拉斯托站（英語：Plaistow tube station）是倫敦地鐵區域線和漢默史密斯及城市線的一個車站，位於倫敦東部的紐漢區普拉斯托。本站屬於倫敦軌道運輸第3收費區。本站於1858年3月31日由倫敦、提伯利及紹森德鐵路公司啟用。

## 歷史

### 倫敦、提伯利及紹森德鐵路站
1854年4月13日，倫敦、提伯利及紹森德鐵路首階段通車。當時堡至巴金一段鐵路需要向北繞經斯特拉福德和森林門才能抵達巴金。1858年，另一條更直接、由西至東直接穿過伊斯特漢姆地區的平行鐵路通車。這條鐵路既縮短了堡至巴金的行車時間，亦於西端連接倫敦及布萊克沃爾鐵路。同年3月31日，平行鐵路上的貝門利站、本站和東漢姆站啟用。
1869年5月18日，位於堡車站和貝門利鐵路交匯（位於貝門利站以西）之間的聯絡線啟用。啟用後，聯絡線主要供貨運列車使用。儘管如此，北倫敦鐵路公司會每日於堡車站開出一班載客的穿梭列車，途經該聯絡線，直通運轉至倫敦、提伯利及紹森德鐵路，以本站為總站。當時列車使用本站北側的一座終端式月台。1905年，該列車改用本站南側的一座新終端式月台。1915年1月1日，北倫敦鐵路公司因一戰時經濟狀況取消了該列車服務。
1877年，位於本站以東的烏普頓公園站落成；1901年，位於本站以西的西漢姆站落成。它們分別取代了東漢姆站、貝門利站，成為本站的相鄰車站。
1897年，倫敦、提伯利及紹森德鐵路公司與區域鐵路公司共同擁有的白教堂及堡鐵路公司獲准興建白教堂至貝門利站以西一段鐵路，以連接倫敦、提伯利及紹森德鐵路和區域鐵路。1902年6月2日，此段鐵路通車。區域鐵路公司開始將部分列車服務延伸至東漢姆站。本站自此開始有區域鐵路服務。
1903-05年，倫敦、提伯利及紹森德鐵路公司為貝門利至東漢姆站一段鐵路四軌化，並將其中兩軌電氣化。1905年9月，隨著區域鐵路全面電氣化，本站開始有電氣化列車服務。由於當時電氣化區間止於東漢姆站，區域鐵路列車東端總站是東漢姆站。1908年4月1日，隨著電氣化區間延伸至巴金，區域鐵路列車東端總站亦改至巴金站。
1910年起，倫敦、提伯利及紹森德鐵路公司開始提供直通列車來往伊靈大道和紹森德 / 舒伯里內斯（Shoeburyness，紹森德市郊），並服務本站。由於巴金站至紹森德 / 舒伯里內斯一段鐵路當時尚未電氣化（伊靈大道至巴金一段鐵路已電氣化），東 / 西行的直通列車需要於巴金站改掛蒸氣 / 電力機車，以繼續行程。此直通列車服務一直持續到1939年9月。
1912年倫敦、提伯利及紹森德鐵路公司被米德蘭鐵路公司收購。1923年1月1日，米德蘭鐵路公司與其他鐵路公司合併成倫敦、米德蘭和蘇格蘭鐵路公司。自此本站的城際列車服務改由倫敦、米德蘭和蘇格蘭鐵路公司提供。
1933年7月1日，區域鐵路公司被公有化，其資產轉移至政府成立的倫敦客運委員會。區域鐵路亦改稱區域線，自此倫敦客運委員會於本站提供區域線服務。
為了緩解區域線白教堂以東路段的擁擠情況，倫敦客運委員會於1936年將部分大都會線直通東倫敦線（漢默史密斯—新十字/新十字門）的列車服務改為直通區域線（漢默史密斯—巴金） 。自此本站開始提供前往漢默史密斯的列車服務。1939年11月，大都會線漢默史密斯—巴金的列車服務縮短為漢默史密斯—白教堂，同時阿克斯橋—阿爾德門的列車服務延長為阿克斯橋—巴金。
由於運作問題，倫敦客運委員會於1941年將大都會線列車服務重新改為漢默史密斯—巴金及阿克斯橋—阿爾德門。本站重新提供前往漢默史密斯的列車服務。

### 二戰後發展
1947年的列車時間表顯示全日只有數班城際列車服務本站。儘管如此，區域線列車服務則十分頻密，繁忙時間亦設有大都會線（漢默史密斯—巴金）服務 。
1948年，倫敦、米德蘭和蘇格蘭鐵路公司被國有化，英國鐵路公司開始管理本站，並為本站提供城際列車服務。於1950年代早期，英國鐵路公司推出了一系列改善鐵路系統的計劃，計劃包括：
- 電氣化倫敦、提伯利及紹森德線，並更新信號系統
- 完全分離倫敦、提伯利及紹森德線及倫敦地鐵列車的運行軌道

以上計劃於1950年代後期至1960年代早期陸續實施。隨著鐵路電氣化，國鐵列車不再停靠霍恩徹奇、達格納姆東、貝肯翠、東漢姆、烏普頓公園、貝門利和本站。因此本站於1962年起不再提供國鐵列車服務。1969年，由於本站已長期只有倫敦地鐵列車使用，本站的經營權被轉移至倫敦地鐵 。
1990年7月30日，大都會線漢默史密斯至巴金的列車服務獲升格獨立成線，稱為漢默史密斯及城市線。本站亦因此成為漢默史密斯及城市線的車站。

## 車站設計
本站有3座月台，其中一座是終端式月台。東行列車能於該月台終到，並換向駛回中倫敦。另外，本站南側亦有兩座已經關閉、曾經供城際列車使用的廢棄月台，今日c2c列車仍會經過這些月台，但不會停車。本站北側曾經設有側線，但現已廢棄。

## 接駁交通
倫敦巴士69、241、262、473號均服務本站。